# Učna pot o zdravilnih in strupenih rastlinah v okolici Bovca
 Učna pot o zdravilnih in strupenih rastlinah v okolici Bovca  je naravoslovna učna pot, na kateri lahko vidimo in spoznamo zdravilne in strupene rastline, ki uspevajo okoli Bovca.  Nahaja se v trikotniku med glavno cesto ter rekama Sočo in Koritnico.
Pot je dolga 2500 m in vključuje 10 postaj, na katerih lahko obiskovalci spoznajo 42 rastlin. Pot v naravi še ni označena s tablami, ogled pa je omogočen samostojno ali vodeno.